# Топчій Петро Євгенович
Петро Євгенович Топчій (31 січня 1932 — 4 листопада 1988) — український співак.
Заслужений артист Української РСР. Лауреат Міжнародних конкурсів.

## Біографія

Могила Петра Топчія

Народився 31 січня 1932 рокув Києві. Під час німецько-радянської війни був вивезений з Радянського Союзу. 
Закінчив Міланську консерваторію. 
Переїхав до Австралії. З 1957 року жив в Сіднеї. 
В 1971 році повернувся до СРСР. Був солістом Укрконцерту.
Помер 4 листопада 1988 року. Похований в Києві на Байковому кладовищі (ділянка № 33).

## Нагороди і відзнаки
Лауреат Міжнародних конкурсів
1982 - Заслужений артист УРСР

## Пам'ять
- http://www.via-era.narod.ru/Solisti/Anziferova/anz_5.htm
- 1974 — Документальний фільм «Повернення Петра Топчія»